# Татарский Кокшан
Татарский Кокшан (тат. Татар Кокшаны) — деревня в Менделеевском районе Республики Татарстан на реке Кокшанка. Входит в Монашевское сельское поселение.

## История
Основана в 1850-х гг. на землях, принадлежавших князьям Ямбулатовым. В деревне было 8 дворов, проживали 29 мужчин и 41 женщина. Основные занятия жителей в этот период – земледелие, скотоводство, торговля.
К северо-востоку от деревни сохранились шахты, в которых добывали медную руду.
Рахматулла Ямбулатов основал здесь поташно-стекольное производство. Товар в закупоренных бочках отправляли в Германию и Австрию, а также использовали для собственного небольшого производства стекла.
Также действовал кирпичный завод, о котором сегодня напоминает название местечка за речкой.
В 1876 г. в деревне, в имении князей Ямбулатовых на средства П.К.Ушкова построена мечеть; считалась приписной к первой соборной мечети село Камаево (памятник культовой архитектуры; отреставрирована в 1996 г.; используется по назначению, после реставрации получила название «Сулейман»).

## Административная принадлежность
До 1921 г. деревня входила в Кураковскую волость Елабужского уезда Вятской губернии. С 1921 г. в составе Елабужского, с 1928 г. – Челнинского кантонов ТАССР. С 10 августа 1930 г. – в Бондюжском, с 20 января 1931 г. – в Елабужском, с 10 февраля 1935 г. – в Бондюжском, с 1 февраля 1963 г. – в Елабужском, с 15 августа 1985 г. в Менделеевском районах.

## Население
| 1879 | 1920 | 1926 | 1938 | 1949 | 1958 | 1970 | 1979 | 1989 | 2002 | 2010 | 2017 |
| ---- | ---- | ---- | ---- | ---- | ---- | ---- | ---- | ---- | ---- | ---- | ---- |
| 36   | 149  | 173  | 216  | 198  | 161  | 121  | 106  | 70   | 61   | 61   | 45   |

История деревни тесно связана с Рахматуллой князем Янбулатовым, а потому в ней по сей день большинство жителей являются его потомками или родственниками.

## Достопримечательность
Памятником истории и культуры татарского народа сер. XIX века является построенная в 1876 году в Татарском Кокшане деревянная мечеть. До революции она имела статус пятивременной мечети, то есть не могла иметь утвержденного государством указного муллу и была приписана к 1-й Соборной мечети д. Камаево.